# Certima miligina
Certima miligina là một loài bướm đêm trong họ Geometridae.